# ガール・コップス
『ガール・コップス』（原題：걸캅스）は、2019年公開の韓国のアクション・コメディ映画。監督・脚本はチョン・ダウォン。主演はラ・ミラン、イ・ソンギョン。共演はユン・サンヒョン、チェ・スヨン（少女時代）、ハ・ジョンウほか。
日本では劇場未公開だが、ビデオスルーとして2020年3月3日にギャガからDVDが発売された。

## ストーリー
かつては警察の機動隊で活躍していた伝説の刑事・ミヨン（ラ・ミラン）は、結婚・出産後は市民の苦情を取り扱う総合相談窓口に異動させられる。無職の夫と息子を抱えながらも平穏な日々を過ごすミヨンだったが、義妹で熱血刑事のジヘ（イ・ソンギョン）がトラブルを起こした末に同じ課に飛ばされてきたことで状況が一変。性格の異なる二人は家でも職場でも衝突する。
そんなある日、一人の若い女性が署に駆け込んで来る。彼女はアダルト動画サイトに48時間以内に自分の動画を拡散すると脅されていた。ミヨンとジヘは事件を解決するべく手を組み、非公式の独自捜査を開始する。

## キャスト
- ラ・ミラン：パク・ミヨン - ソンサン警察署総合相談窓口。元女性刑事機動隊11期。ジチョルの妻。
- イ・ソンギョン：チョ・ジヘ - ソンサン警察署総合相談窓口。ジチョルの妹。
- ユン・サンヒョン：チョ・ジチョル - ミヨンの夫。
- チェ・スヨン（少女時代）：ヤン・ジョンミ - ソンサン警察署総合相談窓口。元国家情報院。
- ヨム・ヘラン（朝鮮語版）：総合相談窓口室長。元女性刑事機動隊3期。
- ウィ・ハジュン：ウジュン - デジタル犯罪組織のリーダー。
- チュ・ウジェ（朝鮮語版）：フィリップ
- カン・ホンソク（朝鮮語版）：ヨンソク
- キム・ドワン：チャンヨン
- ハン・スヒョン：クァク刑事 - ソンサン警察署強力3チーム。
- チョン・ソクホ（朝鮮語版）：オ刑事 - ソンサン警察署強力3チーム。
- チョ・ビョンギュ：新米刑事 - ソンサン警察署強力3チーム。
- ハ・ジョンウ：モーテル職員　※カメオ出演
- アン・ジェホン：クラブ「ハッピーバルーン」のボス
- イ・レ：幼少期のジヘ　※友情出演
- ソン・ドンイル：強力3チーム チーム長 - ソンサン警察署　※特別出演

## 製作・公開
2013年公開の映画『ソウォン/願い』で女優ラ・ミランと協働した映画製作会社フィルム・モメンタムの代表ピョン・ボンヒョンが、ラを主人公にした映画を作りたいという思いから本作のプロジェクトを始動。2005年の映画出演デビュー作『親切なクムジャさん』以来、48作の映像作品に出演してきたラ・ミランの初主演映画となった。
主要撮影は2018年7月5日から始まり、同年9月27日に終了した。
2019年5月9日に韓国で公開され、同年8月26日時点で観客動員数162万人を突破した。